# Airavatesvara
Airavatesvara (tamilski: பெருவுடையார் கோவில்) je hinduistički hram iz 12. stoljeća u Darasuramu, u indijskoj državi Tamil Nadu. Hram je dio UNESCO-ove svjetske baštine poznate kao „Veliki hramovi dinastije Chola”, te se navodi kao jedan od najboljih primjera arhitektonskih vještina vishwakarma.
Izgradio ga je cholanski vladar Rajaraja Chola II., i posvetio Airavati, bijelom slonu kralja bogova Indre.
Iako je hram mnogo manji od svojih uzora, hrama Brihadeeswarar i hrama u Gangaikondacholisvaramu, on ima veličanstvenije detalje i skulpture. Njegova vimana, ili hramski toranj, je visok 24 metra, a mandapam (svečana dvorana) je u obliku svečanih konjskih kola s velikim kamenim kotačima (poput Hrama sunca u Konarku). Istočno od njega nalazi se balipita („oltar”) koji je trostranim pijadestalom (s raskošnim stubama koje proizvode različite glazbene zvukove) povezan sa svetištem u kojem se nalazi skulptura Ganeša.
U hramu se nalaze brojni natpisi na tamilskom jeziku. Jedan od njih je zabilježje obnove hrama za Kulottunge Chole III., a na sjevernom zidu verandaha (trijema) nalazi se 108 natpisa s opisom jednog Saivacharya (Sveca šivaizma) i najvažnijim događajem u njihovom životu.
- Vimana
- Mandapam
- Kotači mandapama
- Sveti bazen
- Slika Šive

## Poveznice
- Brihadisvara
- Gangaikondacholisvaram
- Indijski hram